# Cerco de Osaka
O Cerco de Osaka (大坂の役, Ōsaka no Eki, ou na forma mais comum, 大坂の陣 Ōsaka no Jin) foi uma série de batalhas feitas pelo Xogunato Tokugawa contra o Clã Toyotomi, que terminou com a destruição deste. Dividido em duas etapas, a campanha de inverno e a campanha de verão, durou de 1614 a 1615. O cerco pôs fim à última grande oposição armada ao estabelecimento do xogunato Tokugawa. O fim do conflito é às vezes chamado de Armistício Genna (元和偃武, Genna Enbu), porque o nome da era foi mudado de Keichō para Genna imediatamente após o cerco.

## Início
Quando Toyotomi Hideyoshi morreu em 1598, o Japão passou a ser regido pelo  Conselho dos Cinco Regentes (五大老, Go-Tairō), entre os quais Tokugawa Ieyasu possuía a maior autoridade. Após derrotar Ishida Mitsunari na batalha de Sekigahara, Ieyasu praticamente tomou controle do Japão, para si,  suprimindo o Conselho. Em 1603, o Xogunato Tokugawa foi criado, com sua capital em Edo. Ieyasu procurou estabelecer um regime estável e poderoso sob a controle de seu próprio clã, apenas os Toyotomi, liderados pelo filho de Hideyoshi Toyotomi Hideyori estabelecidos em Osaka, permaneceu como um obstáculo a essa meta.

## Campanha de Inverno

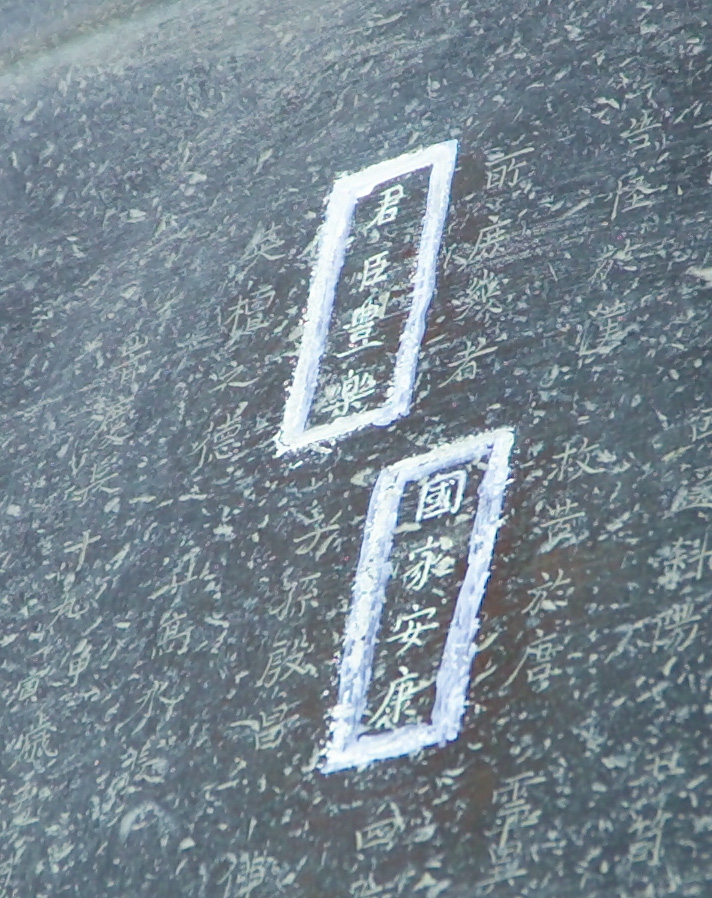
Esta fotografia mostra parte da inscrição no sino de Hokoji, em Kyoto, Japão.

Em 1614, o clã Toyotomi reconstrói o Castelo de Osaka. Ao mesmo tempo, o chefe do clã patrocinou a reconstrução do Hōkō-ji, em Quioto. Estas incluíam reformas no templo e a colocação de um grande sino de bronze, com uma inscrição que dizia " O maior reino pacífico e próspero; do Oriente cumprimenta a lua pálida, e do Ocidente despede-se do sol.". O Xogunato, que tinha o seu poder nas províncias orientais, interpretou isto como um insulto, e as tensões começaram a crescer entre os Tokugawa e os Toyotomi. A tensão aumentou quando Toyotomi Hideyori começou a reunir uma força de ronins anti-Xogunato em Osaka. Em novembro do mesmo ano, Ieyasu, apesar de ter passado o título de xogum para seu filho em 1605, manteve uma influência significativa, e estava decidido a não deixar que qualquer força maior crescesse, levando 164 000 homens a Osaka (a contagem não inclui a tropas de Shimazu Tadatsune, um aliado dos Toyotomi).
O cerco foi iniciada em 19 de novembro, quando Ieyasu levou três mil homens para o Rio Kizu, destruindo um forte que ficava na região. Uma semana depois, atacou a aldeia de Imafuku, com 1 500 homens, contra uma força de defesa de 600 homens. Com a ajuda de um esquadrão portando Arcabuzes Tanegashima, as forças do Xogunato conseguiram outra vitória. Várias outras pequenas fortalezas e aldeias foram atacadas antes do Cerco do Castelo de Osaka que se iniciou em 4 de dezembro.
No Cerco de Sanada-maru (uma fortificação barbacã defendida pelo vassalo de Toyotomi Sanada Yukimura com a ajuda de 7 000 homens), o exército do xogum foi repetidamente massacrado, e Sanada e seus homens lançaram uma série de ataques contra as linhas de cerco, quebrando-as por três vezes. Ieyasu então recorreu à artilharia (incluindo 17 canhões importados europeus de ferro forjado) Assim como sapadores cavando sob as paredes. Mesmo assim os canhões foram destruídos por Sanada e o Xogunato foi derrotado na Campanha de Inverno.

## A Campanha de Verão
Em Abril de 1615, Ieyasu recebeu palavra que Toyotomi Hideyori foi reunir mais tropas do que no anterior mês de Novembro, e que desta vez, ele estava disposto a acabar com Ieyasu de uma vez por todas. As tropas de Toyotomi (frequentemente chamado o Exército Ocidental) começaram a atacar o contingente das forças do Xogunato (Exército do Leste), perto de Osaka. Comandadas por Ban Danemon, eles invadiram o Castelo Wakayama, uma fortaleza costeira pertencente a Asano Nagaakira, um aliado do xogum, em 29 de abril. Os homens de Asano, diante do castelo, atacaram os invasores, mas foram derrotados pelas forças de Toyotomi. No início de junho, o Exército do Leste havia chegado, antes que Hideyori conseguisse obter qualquer terreno para usar contra eles. Na batalha de Dōmyōji, em 2 de junho, 2600 dos seus homens encontraram 23 mil soldados do Exército Oriental. O comandante de Hideyori na batalha, Goto Matabei, tentou recuar para o nevoeiro, mas a batalha foi perdida, e ele foi morto. Após isto, o general Sanada Yukimura, de Toyotomi, interceptou essas forças de Tokugawa em Honta-Ryo. Sanada tentou forçar uma batalha com Date Masamune, mas o vassalo de Date, Katakura Shigenaga retirou já que suas tropas estavam esgotadas as forças de Sanada haviam vencido mais uma vez, e Toyotomi estava com o moral maior que o Xogunato.
A mesma noite, Tōdō Takatora e Chōsokabe Morichika bateram em Yao. Outra batalha teve lugar na Wakae em torno do mesmo tempo, entre Shigenari Kimura e Ii Naotaka. As forças de Chōsokabe alcançaram a vitória, mas Shigenari Kimura foi derrotado pela ala esquerda do exército de Ii Naotaka. As principais forças de Tokugawa mudaram-se para ajudar Shigenari Tōdō Takatora depois da vitória, Chosokabe retornou para Osaka.
Depois de outra série de vitórias de Toyotomi na periferia de Osaka, a Campanha de Verão chegou a uma cabeça na batalha de Tennoji. Hideyori planejou uma operação "martelo e bigorna", em que 55 mil homens atacariam o centro do Exército Oriental, enquanto uma segunda força de 16 500 homens da retaguarda. Outro contingente esperou na reserva. O exército de Ieyasu foi liderado por seu filho,Tokugawa Hidetada, em torno de 155 mil soldados. Eles se mudaram em quatro linhas paralelas, preparado para fazer manobras acompanhamento da sua própria. Erros de ambos os lados quase arruinaram a batalha, como Hideyori as forças ronin cindido do grupo principal, e Hidetada da reserva vigor subiram sem encomendas a partir da principal força. No fim, o exército de Tokugawa foi massacrado por Toyotomi e mais uma vitória para Toyotomi foi dada e Hidetada foi morto. Toyotomi estava prestes a ganhar a batalha e destruir o Xogunato, mas apareceu Naoe Kanetsugu que havia se rendido a Tokugawa, ele e Yukimura travaram uma luta entre tropas na base de Sanada. Enquanto isso, Tokugawa começou a ganhar moral por causa da aparição de Kanetsugu e destruiu as fronteiras de Toyotomi. Yukimura derrotou Kanetsugu e avançou com suas tropas em direção a Tokugawa, mas eles conseguiram revidar e a batalha ficou no empate, sobrando apenas um guerreiro vivo em Toyotomi. esse guerreiro era Sanada Yukimura, como ele foi gravemente ferido por Naoe Kanetsugu, Yukimura estava exausto, golpeou Ieyasu fazendo um grave ferimento nele também, mas ele morreu de exaustão, e Hideyori desistiu da batalha e se entregou.